# Henning von Burgsdorff

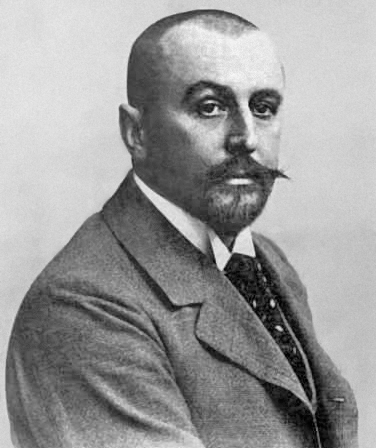
Henning von Burgsdorff um 1900

Karl Henning Konrad von Burgsdorff, teilweise auch Burgsdorf geschrieben (* 19. Februar 1867 in Demmin; † 4. Oktober 1904 in Mariental im heutigen Namibia), war Offizier der Kaiserlichen Schutztruppe und Amtmann des Bezirkes von Gibeon in Deutsch-Südwestafrika.

## Leben
Henning von Burgsdorff kam als Sohn des Ulanen-Rittmeisters Karl Ehrenreich von Burgsdorff und seiner Frau Hedwig am 19. Februar 1867 in der pommerschen Kreisstadt Demmin zur Welt. Seine Erziehung und Ausbildung genoss er an der Preußischen Hauptkadettenanstalt in Groß-Lichterfelde bei Berlin.1886 trat er als Lieutenant im 3. Garde-Regiment zu Fuß ein und avancierte dort im Jahr 1891 zum Adjutanten des 1. Bataillons. 1893 wurde er zum Oberleutnant befördert. 1894 meldete er sich zur neu gebildeten Kaiserlichen Schutztruppe und wurde im selben Jahr mit dem Dampfer der Woermann-Linie „Lulu Bohlen“ nach Deutsch-Südwestafrika verschifft, wo er am 16. Juli 1894 in Swakopmund ankam. Er gehörte zu einem Kontingent, das vom damaligen Gouverneur Theodor Leutwein benötigt wurde, um seine Einheiten im Kampf gegen den Hottentotten-Stamm der Witbooi unter ihrem Kaptein Hendrik Witbooi zu verstärken.
Schon bald nahm er an Gefechten in den Naukluftbergen teil. Durch diese deutsche Offensive unter dem Kommando von Curt von François konnten die Witbooi am 11. September 1894 zu Verhandlungen gezwungen werden. Nach Beendigung der Kämpfe lernte Burgsdorff, der als militärischer Leiter der Station Gibeon eingesetzt war, seinen ehemaligen Gegner Hendrik Witbooi kennen und schätzen. Ihre beiderseitige Achtung und Sympathie führte in den Folgejahren zu einer viel beachteten Männerfreundschaft. Im Jahr 1896 verließ Burgsdorff die Schutztruppe pro forma, um in der Zivilverwaltung das Amt des Bezirksamtmanns von Gibeon zu übernehmen. Am 15. Juni 1896 heirateten er und seine Frau Martha Beate Louise, bekannt als Malta, geschiedene Andrée, geborene von Dallwitz in Walvis Bay. Von Burgsdorff gründete 1899, vier Jahre nachdem er eine Polizeistation dort errichtete, das heutige Dorf Maltahöhe, das er nach seiner Ehefrau benannte.
Als Hendrik Witbooi am 3. Oktober 1904 in einem Brief an Burgsdorff den Schutzvertrag kündigte und den Deutschen den Krieg erklärte, bemühte sich der Bezirksamtmann umgehend um eine Verständigung und ritt tags darauf allein nach Mariental, um seinen Freund Hendrik von Feindseligkeiten abzuhalten. Als Burgsdorff jedoch im Lager ankam, wurde er von einem Angehörigen der Baster-Hottentotten namens Salomon Sahl erschossen. Burgsdorff war somit der erste Deutsche, der im Aufstand der Witbooi getötet wurde.

## Folgen des Attentats
Die Deutschen schienen zunächst zu glauben, dass Burgsdorff in das Lager der Witbooi gelockt worden war, um ihn dort zu töten. Doch gibt es keinerlei Anhaltspunkte, um diese Meinung zu stützen. Aller Wahrscheinlichkeit entsprach der Mord, der den unwiderruflichen Bruch mit den Deutschen bedeutete, nicht den Wünschen Hendrik Witboois. Dennoch fielen in den nächsten Tagen etwa 40 deutsche Soldaten und Zivilisten den Angriffen der Witbooi zum Opfer. Die Rebellion der Herero hatte sich zum Aufstand der Herero und Nama ausgeweitet und die Schutztruppe war gezwungen, nun auch gegen die Nama militärisch vorzugehen.
Die genauen Umstände des Todes von Henning von Burgsdorff sind trotz verschiedener Zeugenaussagen nicht vollständig geklärt. Nach Niederschlagung des Aufstands wurde der Prophet Shepherd Stuurman, der als Anhänger der  „Äthiopischen Bewegung“ einen „Krieg gegen die Weißen“ verfolgte und großen Einfluss auf Hendrik Witbooi besaß, von mehreren Onderkapteinen der Witbooi beschuldigt, er habe den Mord an Henning von Burgsdorff befohlen.

## Nachruf
In der offiziellen deutschen Geschichtsschreibung wurde der Tod Burgsdorffs (der tatsächlich ein anständiger, fleißiger Beamter war) verklärend dargestellt: „er sei von Angehörigen eines Stammes getötet worden, für den er in den vorangegangenen zehn Jahren nur Gutes getan hatte“.
Die ausgetrocknete Leiche Burgsdorffs wurde erst ein Jahr später aus einer Felsspalte geborgen und ins Deutsche Reich überführt, wo sie am 2. Juni 1906 in Hohenjesar, dem Stammsitz derer von Burgsdorff, nördlich von Frankfurt an der Oder, bestattet wurde.
Nach Burgsdorff ist die Farm Burgsdorf unweit von Mariental benannt.

## Auszeichnungen
- Königlicher Kronenorden 4. Klasse mit Schwertern
- Roter Adlerorden 4. Klasse mit Schwertern
- Königlich Preußische Rettungsmedaille am Bande